# Ascerodes prochlora
Ascerodes prochlora es una especie de polilla tortrícida del género Ascerodes, categorizada en la tribu Archipini, de la subfamilia Tortricinae.
Las larvas de Ascerodes prochlora se alimentan de especies de Aciphylla y Senecio lyalli. Perforan el portainjerto de su planta huésped.

## Taxonomía
Se atribuye su descripción al entomólogo de origen inglés Edward Meyrick, quien la citó por primera vez en 1905. La especie aparece publicada en la página 24 de Transactions of the Entomological Society of London de 1905.

## Distribución
La especie se distribuye por Nueva Zelanda, en Humboldt Mountains (Otago Lakes), Alpes del Sur.